# Мальва древовидная
Мальва древовидная (лат. Malva arborea) — вид цветковых растений семейства мальвовых.
Кустарниковое травянистое однолетнее или двулетнее растение со стеблями высотой до 2-3 м. Листья зелёные, в подвешенном состоянии, перепончатые; нижние до 20 (22) см в диаметре, округлые, волосатые. Цветков 2-7 в пазушных пучках. Лепестки бледно-фиолетовые или пурпурные, от 15 до 20 мм в длину. Период цветения с апреля по июнь.
Вид распространён в Европе, Средиземноморье и Макаронезии. Населяет скалистые утёсы и пески на высоте от 0 до 600 м над уровнем моря. Культивируется как декоративное растение.

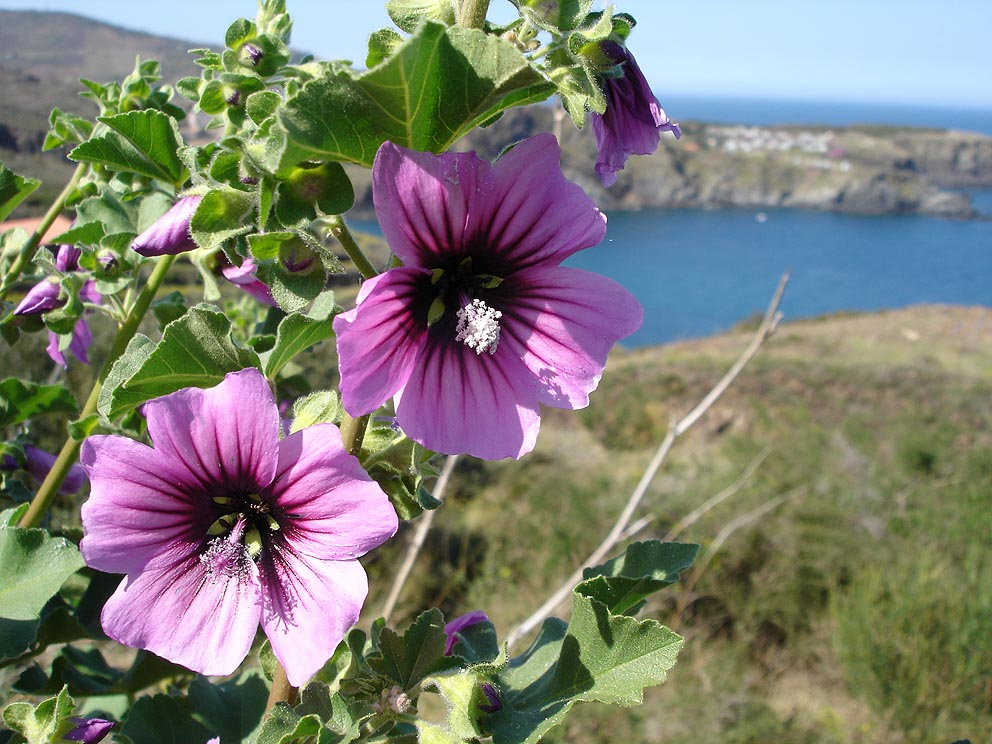
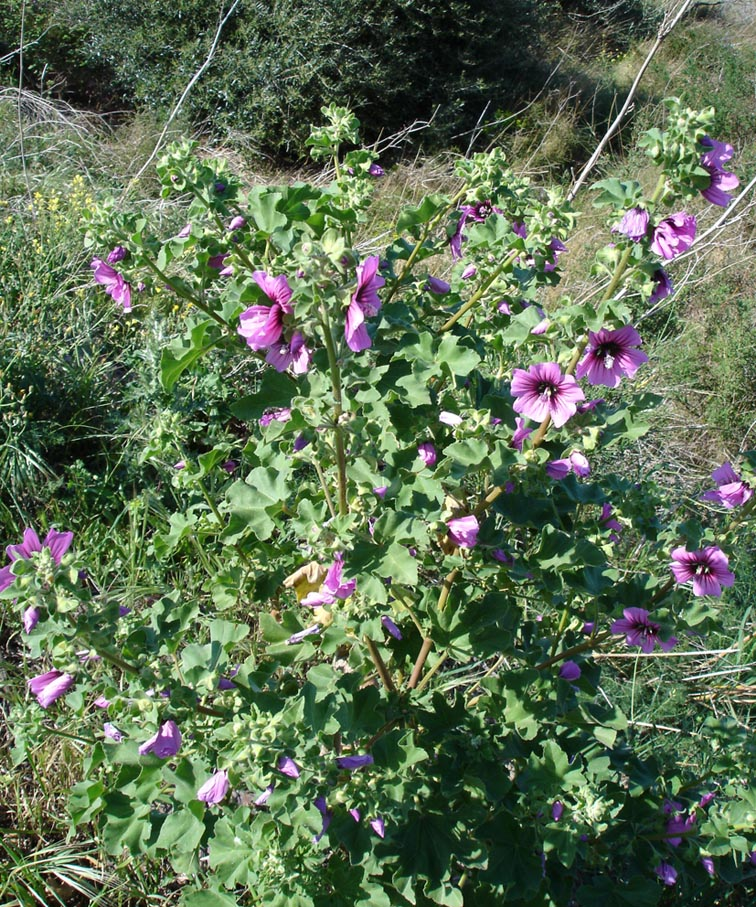
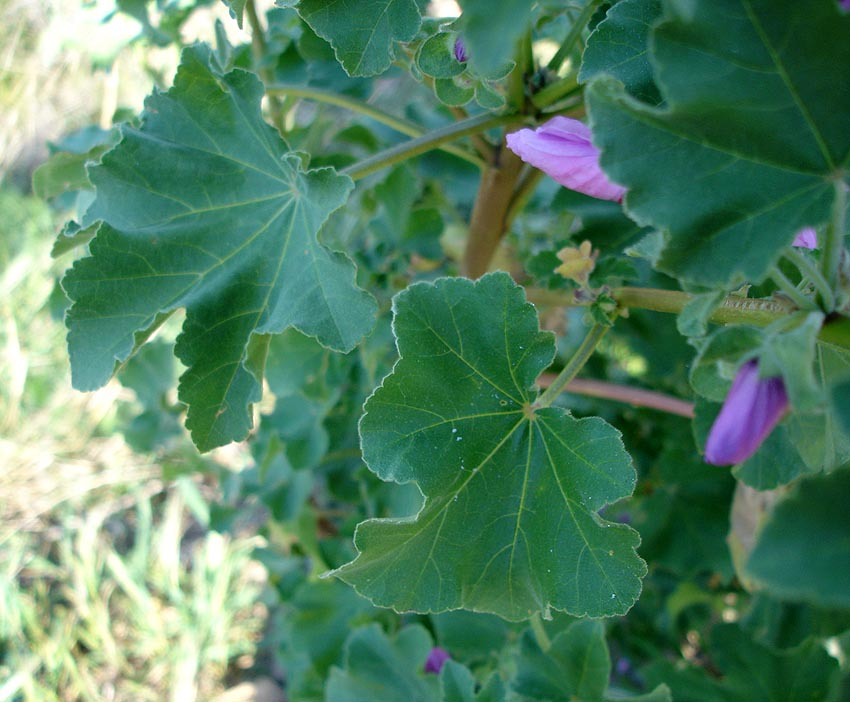
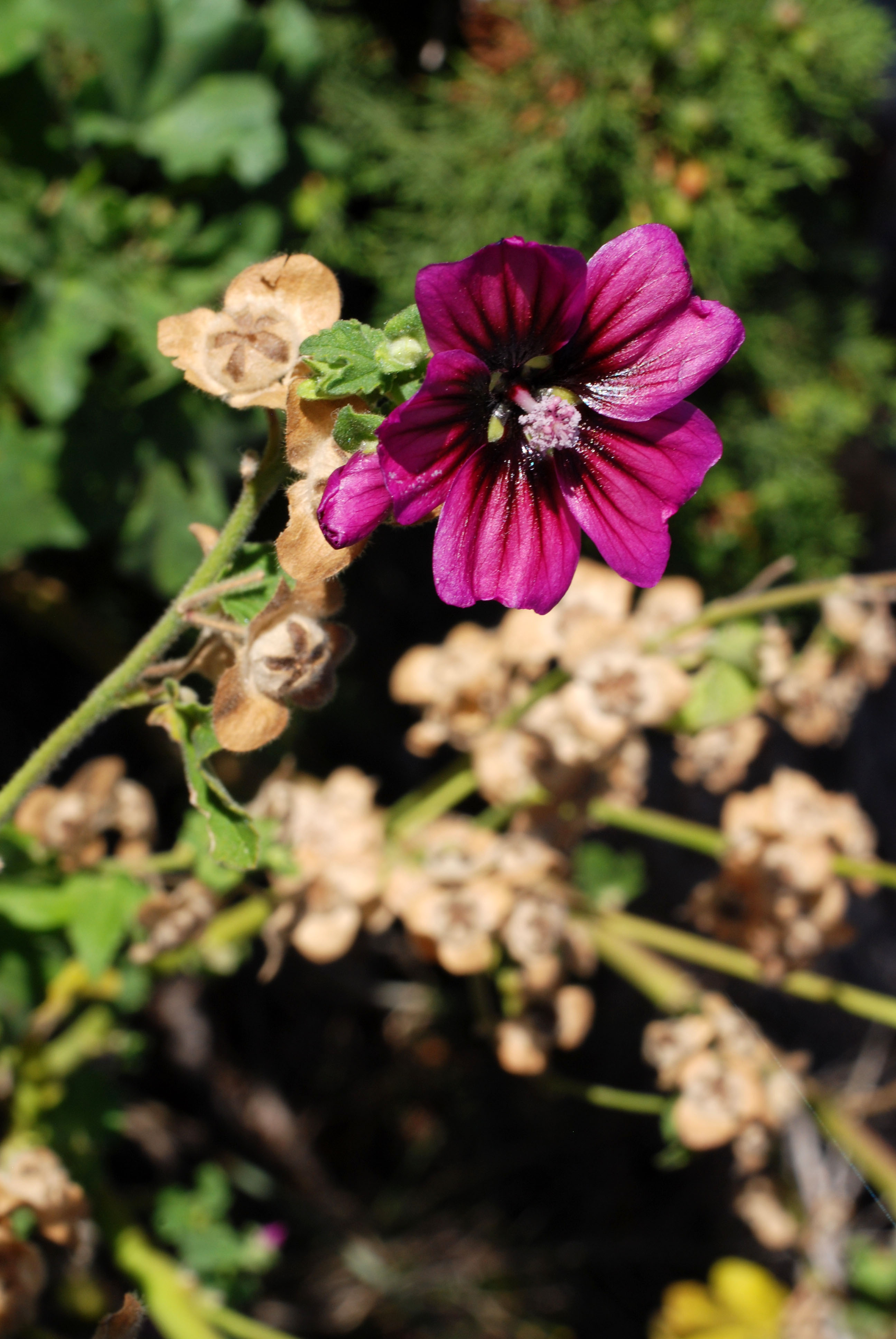